# 小植綏蟎屬
小植綏蟎屬是寄蟎總目革蟎目（Mesostigmata，亦作中气门目或中氣門蟎目）捕植蟎科（Phytoseiidae）的一個屬。
作為一種捕食性蟎，本屬物種常用於控制在溫室及戶外溫和環境生長的二斑叶螨（Tetranychus urticae C. L. Koch, 1836）。本屬物種最初是在1958年意外從南美洲的智利引入德國，然後再擴散到北美洲的加州及佛羅里達州。牠們每日最多可捕食五隻葉蟎，又或20顆蟲卵。其雌性物種為紅色梨形，長約0.5 mm，於室溫最活躍；未成熟及雄蟲的體型較小，顏色也較淺。其蟲卵為長圓形，當中有80%會孵化成為雌蟲。在最佳溫度時，蟲卵可於七天長為成蟲，之後有一個月的壽命。一隻營養充足的雌蟲終其一生可產卵約50隻。

## 物種
本屬包括下列各物種：
- Phytoseiulus fragariae Denmark & Schicha, 1983
- Phytoseiulus longipes Evans, 1958
- Phytoseiulus macropilis (Banks, 1904)
- 智利小植綏蟎（Phytoseiulus persimilis Athias-Henriot, 1957）[6][7]
- Phytoseiulus riegeli Dosse, 1958
- Phytoseiulus robertsi (Baker, 1990)
- Phytoseiulus tardi (Lombardini, 1959)

## 外部連結
- http://www.ipm.ucdavis.edu/ （页面存档备份，存于）
- https://web.archive.org/web/20151115184109/http://www.biocontrol.entomology.cornell.edu/predators/Phytoseiulus.php